# Liste des palais et monuments les plus visités

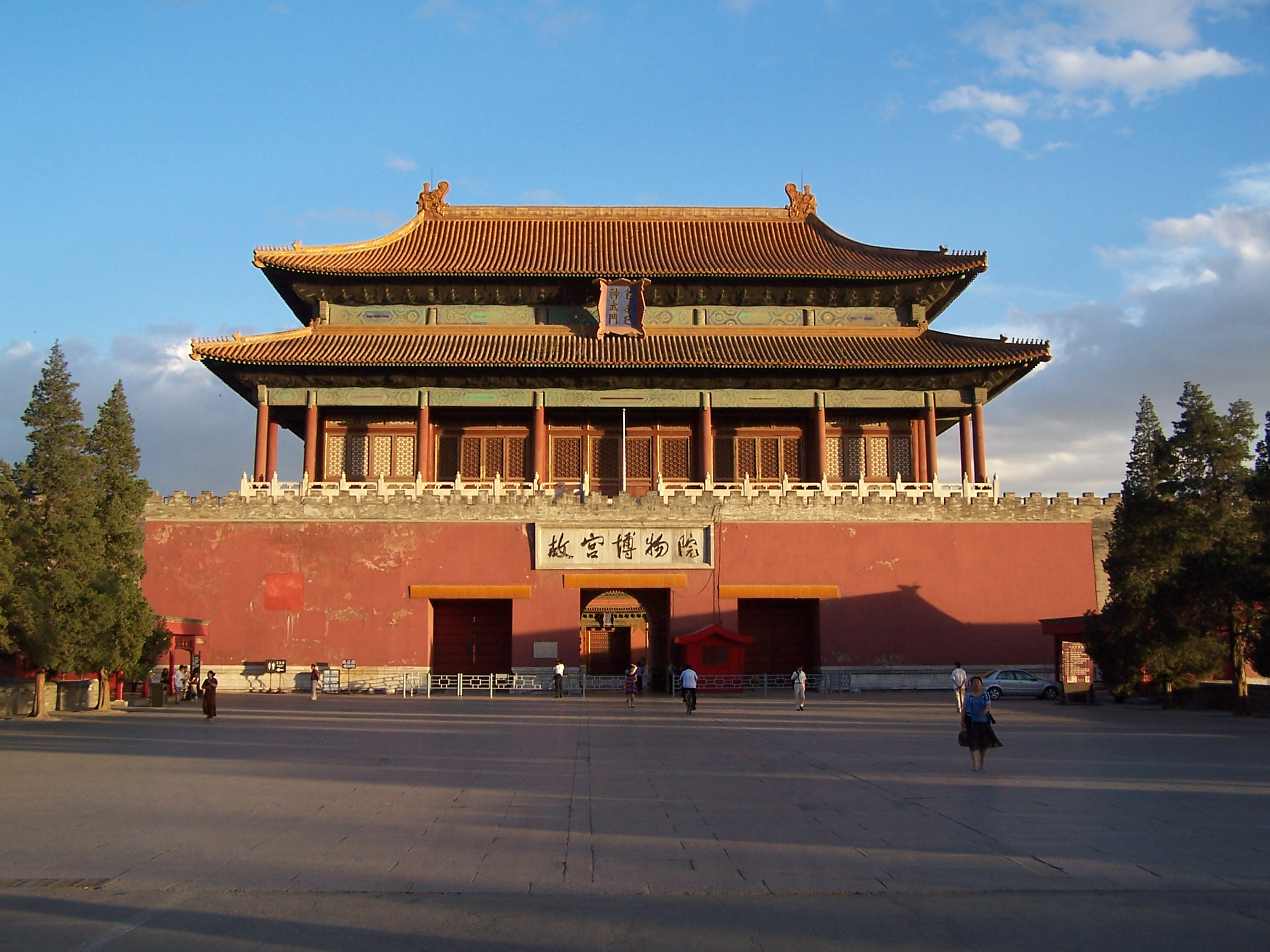
La Cité interdite de Pékin, le monument le plus visité au monde.

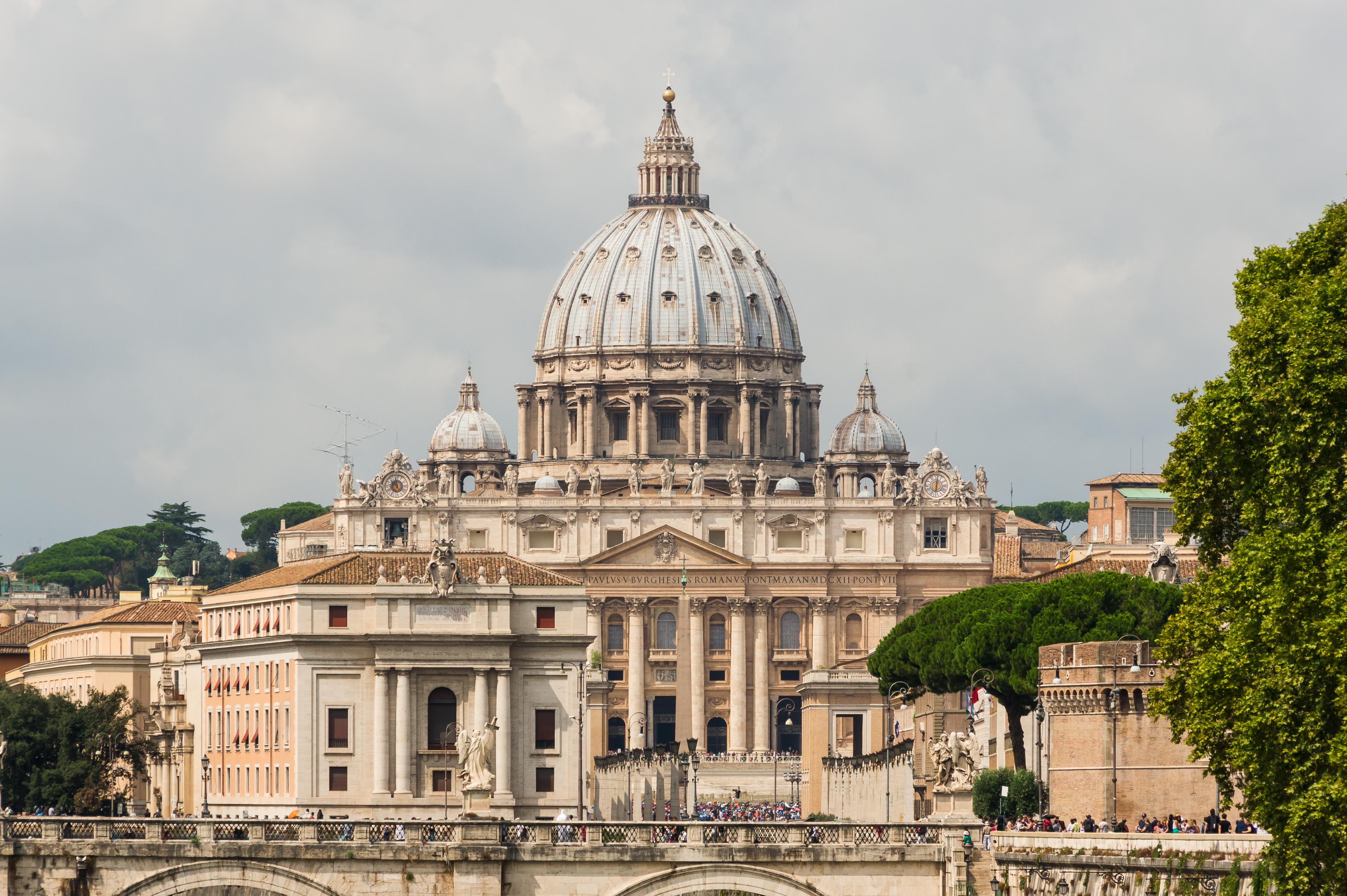
La basilique Saint-Pierre de Rome, Cité du Vatican.

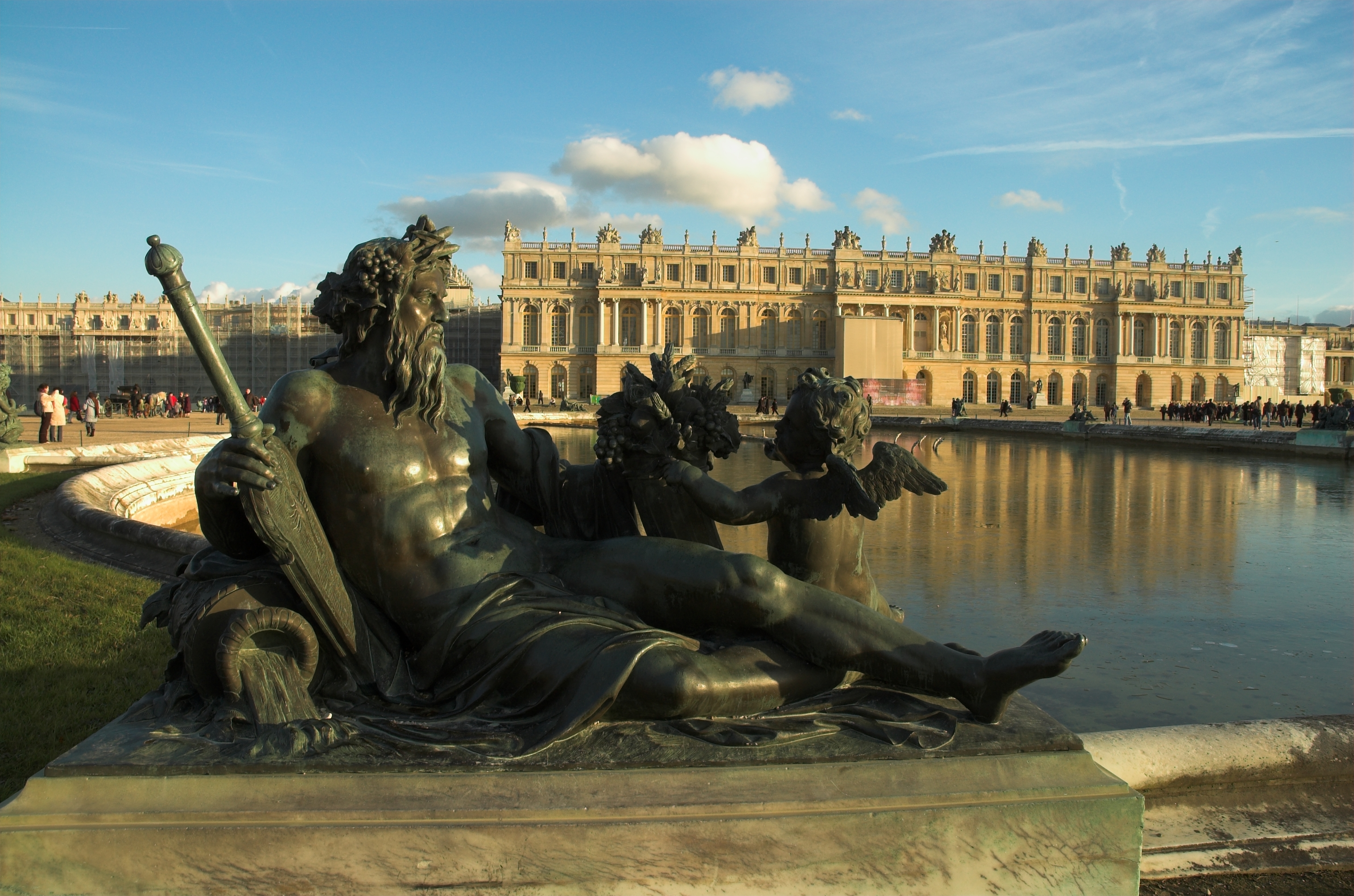
Le château de Versailles.

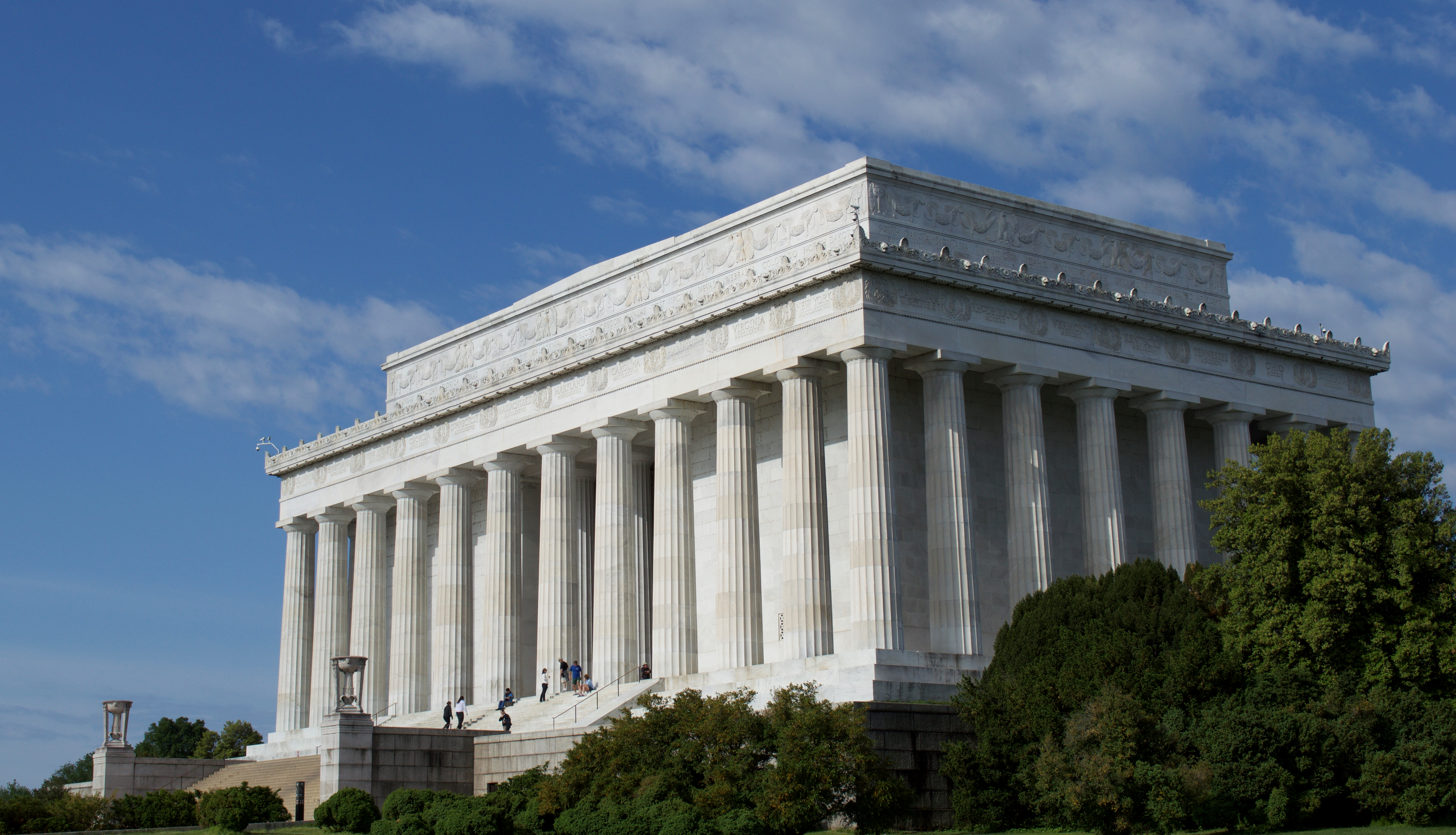
Le Lincoln Memorial, Washington DC, États-Unis.

Le Colisée de Rome.

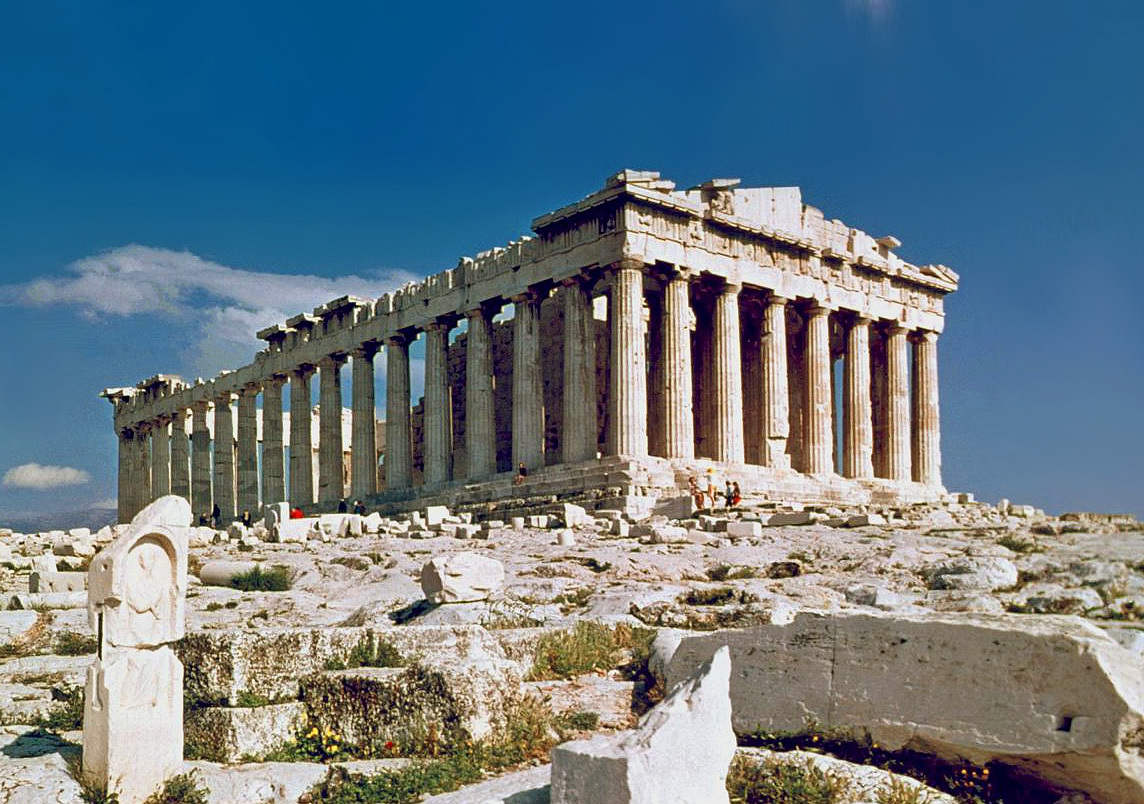
Le Parthénon d'Athènes.

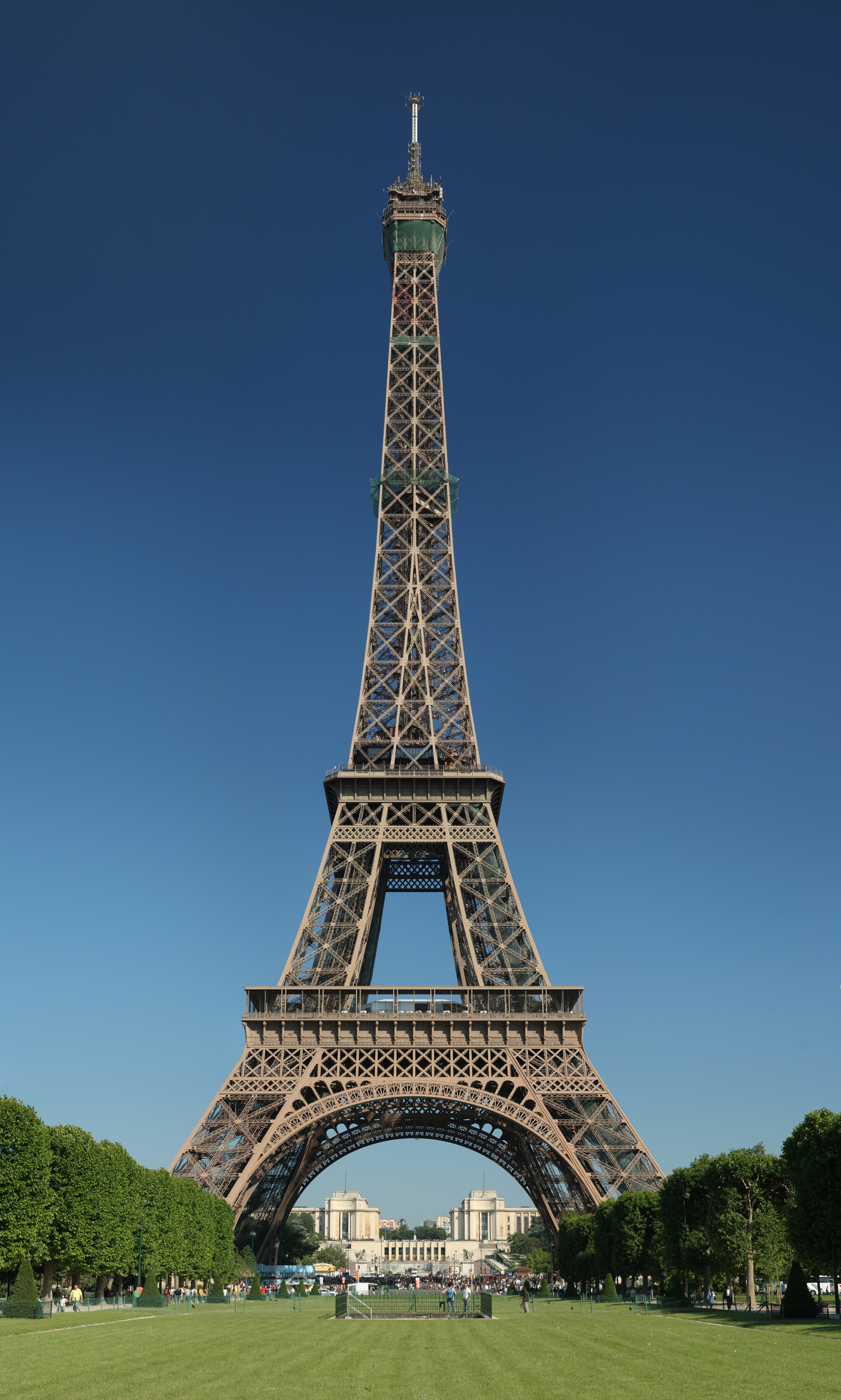
La Tour Eiffel.

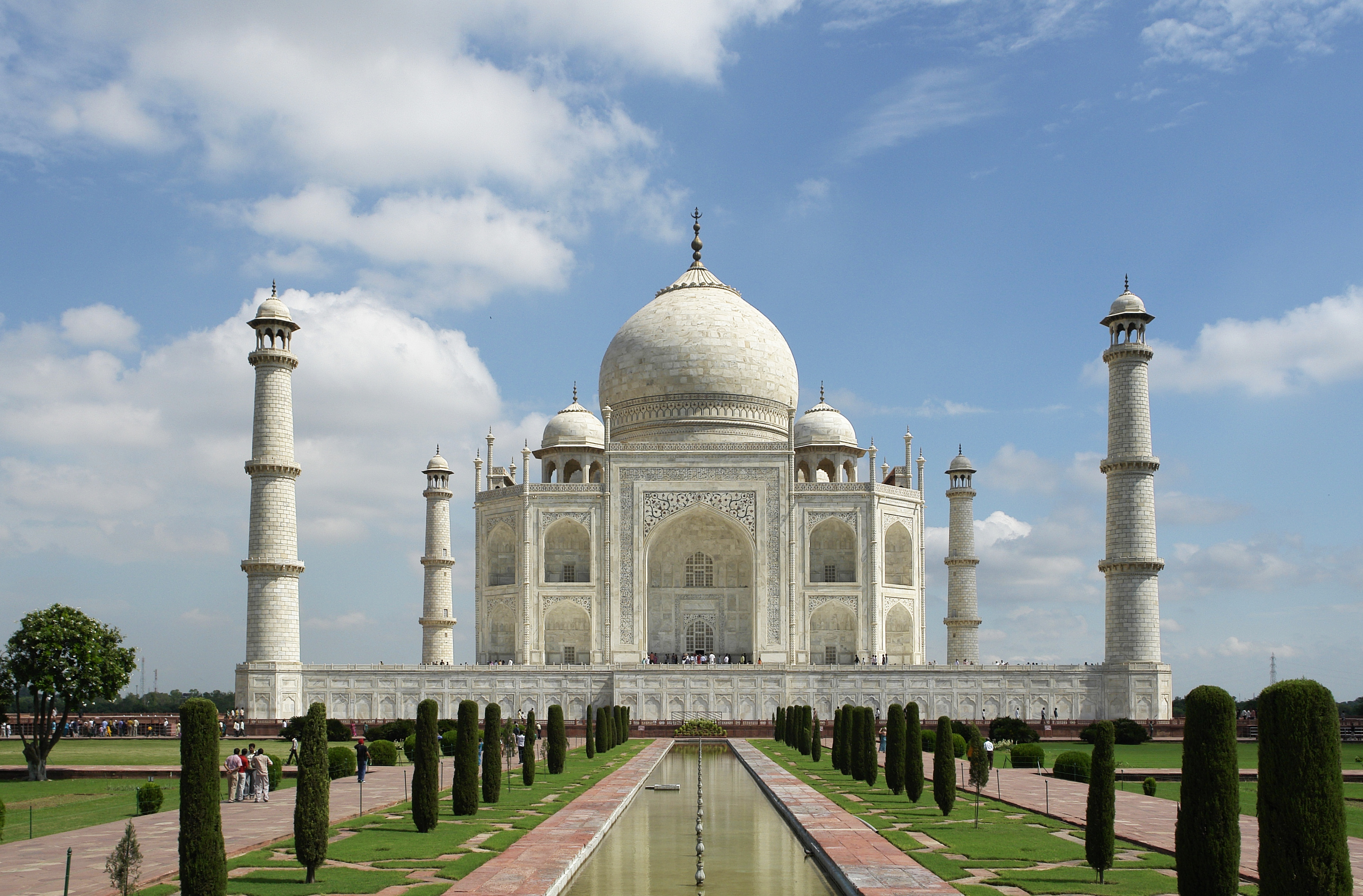
Le Taj Mahal, Agra, Inde.

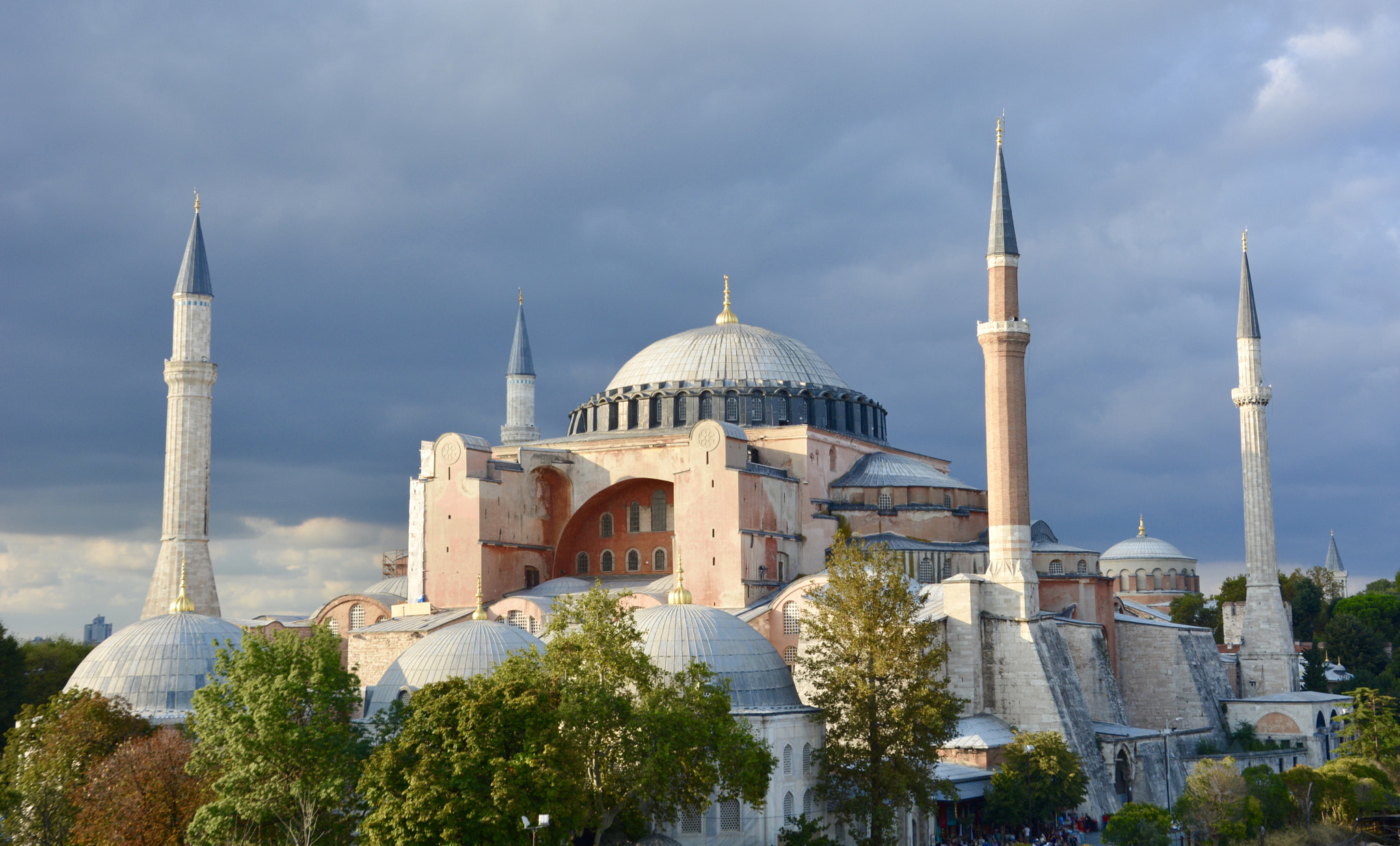
La basilique Sainte-Sophie.

Cet article fait la liste des monuments nationaux les plus visités : les palais, les monuments historiques et les sites historiques. Elle n'inclut pas les sanctuaires religieux et les lieux de pèlerinage. Les sources utilisées pour compiler la liste comprennent une enquête annuelle de l'Association of Leading Visitor Attractions (ALVA) du Royaume-Uni, la liste des monuments nationaux du National Park Service des États-Unis, le Patrimonio Nacional d'Espagne et les listes établies par les ministères de la Culture italien, français et russe.

## Liste
| Liste des palais et monuments les plus visités                   | Liste des palais et monuments les plus visités | Liste des palais et monuments les plus visités | Liste des palais et monuments les plus visités |
| Nom                                                              | Pays et ville                                  | Nombre de visiteurs par année                  | Année                                          |
| ---------------------------------------------------------------- | ---------------------------------------------- | ---------------------------------------------- | ---------------------------------------------- |
| Cité interdite                                                   | Pékin                                          | 17,000,000+                                    | 2018                                           |
| Basilique Saint-Pierre-Palais du Vatican                         | Vatican                                        | 11,000,000                                     | 2018,                                          |
| Château de Versailles                                            | Versailles                                     | 8,100,000                                      | 2018                                           |
| Lincoln Memorial                                                 | Washington, D.C.                               | 7,804,683                                      | 2018                                           |
| Forum Romain-Colisée-Mont Palatin                                | Rome                                           | 7,650,519                                      | 2018                                           |
| Acropole d'Athènes-Parthénon                                     | Athènes                                        | 7,200,000                                      | 2016                                           |
| Tour Eiffel                                                      | Paris                                          | 7,000,000                                      | 2017                                           |
| Taj Mahal                                                        | Agra                                           | 6,532,366                                      | 2019                                           |
| Saint-Sophie                                                     | Istanbul                                       | 6,250,000                                      | 2024                                           |
| Cathédrale de Cologne                                            | Cologne                                        | 6,000,000                                      | 2018                                           |
| Palais de Peterhof                                               | Saint-Pétersbourg                              | 5,245,900                                      | 2016                                           |
| Statue de l'Unité                                                | Kevadiya                                       | 5,000,000+                                     | 2023                                           |
| Palais Łazienki                                                  | Varsovie                                       | 4,966,858                                      | 2019                                           |
| Vietnam Veterans Memorial                                        | Washington, D.C.                               | 4,719,148                                      | 2018                                           |
| National World War II Memorial                                   | Washington, D.C.                               | 4,652,865                                      | 2018                                           |
| Parc national historique de l'indépendance                       | Philadelphie                                   | 4,576,436                                      | 2018                                           |
| Sagrada Família                                                  | Barcelone                                      | 4,500,000                                      | 2018                                           |
| Monument national de la statue de la Liberté                     | New York                                       | 4,335,431                                      | 2018                                           |
| Teotihuacán                                                      | Teotihuacan                                    | 4,070,000                                      | 2018                                           |
| Palais de Mysore                                                 | Mysore                                         | 3,861,162                                      | 2019                                           |
| Palais-musée de Tsarskoïe Selo                                   | Saint-Pétersbourg                              | 3,694,000                                      | 2016                                           |
| Pompéi                                                           | Pompei                                         | 3,646,585                                      | 2018                                           |
| Palais de Topkapı                                                | Istanbul                                       | 3,474,760                                      | 2023                                           |
| Palais de Wilanów                                                | Varsovie                                       | 3,115,797                                      | 2019                                           |
| Palais royal de Varsovie                                         | Varsovie                                       | 2,036,642                                      | 2024                                           |
| Château de Schönbrunn                                            | Vienne                                         | 3,050,000                                      | 2017                                           |
| Kremlin de Kazan                                                 | Kazan                                          | 2,893,300                                      | 2016                                           |
| Tour de Londres                                                  | Londres                                        | 2,858,336                                      | 2018                                           |
| Alhambra                                                         | Grenade                                        | 2,760,000                                      | 2018                                           |
| Chichén Itzá                                                     | Yucatán                                        | 2,740,000                                      | 2018                                           |
| Château de Chapultepec                                           | Mexico                                         | 2,661,615                                      | 2018                                           |
| Cité des arts et des sciences                                    | Valence                                        | 2,637,567                                      | 2018                                           |
| Kremlin de Moscou                                                | Moscou                                         | 2,478,622                                      | 2016                                           |
| Musée de la bataille de Stalingrad                               | Volgograd                                      | 2,359,300                                      | 2016                                           |
| Tulum                                                            | Quintana Roo                                   | 2,190,000                                      | 2018                                           |
| Musée national Auschwitz-Birkenau                                | Oświęcim                                       | 2,053,000                                      | 2016                                           |
| Château d'Édimbourg                                              | Édimbourg                                      | 2,111,578                                      | 2018                                           |
| Mosquée-cathédrale de Cordoue                                    | Cordoue                                        | 1,953,133                                      | 2018                                           |
| Alcazar de Séville                                               | Séville                                        | 1,875,744                                      | 2018                                           |
| Château du Wawel                                                 | Cracovie                                       | 1,587,999                                      | 2019                                           |
| Arc de triomphe                                                  | Paris                                          | 1,583,260                                      | 2017                                           |
| Palais royal de Madrid                                           | Madrid                                         | 1,552,481                                      | 2018                                           |
| Palais de Dolmabahçe                                             | Istanbul                                       | 1,500,000                                      | 2022                                           |
| Château de Neuschwanstein                                        | Schwangau                                      | 1,500,000                                      | 2017                                           |
| Machu Picchu                                                     | Cuzco                                          | 1,411,276                                      | 2017                                           |
| Fort San Felipe del Morro (Site historique national de San Juan) | San Juan                                       | 1,400,000                                      | 2016                                           |